# Zmierzch bogów (film)
Zmierzch bogów (wł. La caduta degli dei, niem. Die Verdammten) – włosko-niemiecki dramat historyczny z 1969 roku w reżyserii Luchino Viscontiego. Fabuła została luźno oparta na prawdziwej historii niemieckiej rodziny Kruppów, flirtujących z nazistami magnatów stalowych z Essen.

## Fabuła
Opowieść o upadku rodziny zamożnych niemieckich przedsiębiorców po dojściu Hitlera do władzy. Majątkowi familii Essenbecków nie zaszkodziła ani klęska Niemiec w I wojnie światowej, ani wielki kryzys końca lat 20. XX w. Dopiero zmiany polityczne lat 30. doprowadziły do licznych machinacji i podziałów w łonie rodziny, ukazując jej moralną degenerację.

## Obsada
- Dirk Bogarde – Friedrich Bruckmann
- Ingrid Thulin – baronowa Sophie von Essenbeck
- Helmut Griem – Aschenbach
- Helmut Berger – Martin von Essenbeck
- Renaud Verley – Gunther von Essenbeck
- Umberto Orsini – Herbert Thallman
- Charlotte Rampling – Elisabeth Thallman
- Reinhard Kolldehoff – baron Konstantin von Essenbeck
- Albrecht Schoenhals – baron Joachim von Essenbeck
- Florinda Bolkan – Olga

## Produkcja
Zdjęcia kręcono we Włoszech (Rzym, Terni), Niemczech (Essen) i Austrii (Unterach am Attersee).